# Hentziectypus hermosillo
Hentziectypus hermosillo là một loài nhện trong họ Theridiidae.
Loài này thuộc chi Hentziectypus. Hentziectypus hermosillo được Herbert Walter Levi miêu tả năm 1959.